# Vehmaansaaret
Vehmaansaaret är en ö i Finland. Den ligger i sjön Pesäntäjärvi och i kommunen Kouvola i den ekonomiska regionen  Kouvola ekonomiska region  och landskapet Kymmenedalen, i den södra delen av landet, 160 km nordost om huvudstaden Helsingfors. Öns area är 0,2 hektar och dess största längd är 100 meter i sydväst-nordöstlig riktning.  Notera att namnet antyder att det är fråga om flera öar.